# Birowo
Birowo is een bestuurslaag in het regentschap Blitar van de provincie Oost-Java, Indonesië. Birowo telt 4468 inwoners (volkstelling 2010).